# المزرعة (فرع العدين)

تعديل مصدري - تعديل

المزرعة محلة تابعة لقرية الجب، التابعة لعزلة العاقبة بمديرية فرع العدين إحدى مديريات محافظة إب في الجمهورية اليمنية، بلغ تعداد سكانها 138 حسب تعداد اليمن لعام 2004.